# Odense Letbane
 Odense Letbane is een lightrailsysteem in de Deense stad Odense op het eiland Funen. De eerste lijn die aangelegd is verbindt Tarup in het noordwesten van de stad met Hjallese in het zuiden.  De route loopt door de binnenstad en gaat onder meer langs het station, de plaatselijke IKEA, de universiteit en de nieuwbouw van het Universitair ziekenhuis.
Op zondag 28 mei 2022 is de Letbane geopend, met 26 haltes op een route van 14,5 kilometer.